# Suctobelbella messneri
Suctobelbella messneri is een mijtensoort uit de familie van de Suctobelbidae. De wetenschappelijke naam van de soort is voor het eerst geldig gepubliceerd in 1971 door Moritz.